# 헌경왕후
헌경왕후 홍씨(獻敬王后 洪氏, 1735년 8월 6일(음력 6월 18일) ~ 1816년 1월 1일(1815년 음력 12월 15일)) 또는 혜경궁 홍씨(惠慶宮 洪氏)는 조선의 왕세자빈이자 추존 왕비이며, 대한제국의 추존 황후이다. 영조의 차남인 사도세자의 아내이자, 정조의 어머니이다.

## 개요
사도세자의 세자빈으로 책봉되었으나 사도세자가 영조에 의해 죽은 이후 영조에 의해 혜빈(惠嬪)이라는 빈호를 하사받고 사가에 머물렀다. 아들 정조가 영조의 명에 의해 사도세자가 아닌 효장세자의 양자로 입적되어 승통을 계승하였으므로 생전의 신분은 세자빈이었지만, 국왕의 생모로서 정조는 어머니 혜경궁을 자궁(慈宮)으로 칭하며 사실상 왕대비로 대우하였다.
원래 시호는 헌경혜빈(獻敬惠嬪)이었으나, 1899년(광무 3년) 고종이 사도세자를 장종(莊宗)으로 추존하면서 혜경궁을 헌경왕후로 추존하였고, 장종을 다시 장조(莊祖)로 추존하여 황제로 격상하면서 헌경왕후 또한  헌경의황후(獻敬懿皇后)로 격상하였다. 정조가 내린 궁호인 혜경궁(惠慶宮) 또는 혜경궁 홍씨(惠慶宮 洪氏)로도 알려져 있다.
아들 정조와 손자 순조 대에 여러 차례에 걸쳐 사도세자의 죽음과 본인의 60년 동안의 궁중에서의 삶을 회고한 자전적 회고록인 《한중록》의 저자이다.

## 생애

### 탄생과 가계
1735년(영조 11년) 6월 18일, 한성부 반송방에서 홍봉한과 한산부부인 이씨의 둘째 딸로 태어났다. 선조의 외6대손으로, 아버지 홍봉한은 선조와 인목왕후의 딸인 정명공주의 아들 홍만용의 증손자이다.
| ┌─→  | 원종     | → | 인조   | → | 효종   | → | 현종   | → | 숙종   | → | 영조        | → | 사도세자 |
| 선조 |          |   |        |   |        |   |        |   |        |   |             |   |          |
| └─→  | 정명공주 | → | 홍만용 | → | 홍중기 | → | 홍현보 | → | 홍봉한 | → | 혜경궁 홍씨 |   |          |

혜경궁이 태어날 때 할아버지 홍현보는 태몽을 꾸고, 혜경궁이 태어나자 아들 내외에게 특별한 아이라고 말하였다.
1743년(영조 19년) 사도세자의 세자빈으로 간택되었다. 할아버지 홍현보는 예조판서까지 역임했지만 《한중록》에 의하면 그의 가계는 빈한하여 언니를 시집보낼 때와 그가 출가할 때 혼수품이 넉넉하지 않았다 한다. 그가 사도세자와 가례를 올릴 때, 얼굴도 모르고 처음 보는 친척들이 나타나서 자신의 이름을 알아달라고 부탁했다고 한다.
바로 영조의 특명으로 아버지 홍봉한은 그에게 《소학(小學)》, 《내훈(內訓)》, 《어제훈서(御製訓書)》를 가르쳤다 한다. 영조 20년인 1744년(영조 20년) 10세의 나이로 세자빈에 책봉되어, 사도세자와 가례를 올리고 낳은 아들로는 의소세손과 정조가 있다. 영조는 첫 손자인 의소세손 이정이 태어나자 기대가 남달랐으나 의소세손은 곧 요절했다. 그러나 2년 만에 둘째 아들 세손 이산이 태어났다.

### 나경언 사건
1762년(영조 38년) 5월 22일 나경언이란 자가 사도세자의 10가지 비행을 고변하자, 영조는 친히 국문을 하였다. 나경언은 액정별감 나상언의 형으로 사람됨이 불량하고 남을 잘 속였다. 가산이 탕진되어 자립하지 못하게 되자 이에 세자를 제거할 계책을 내어 형조에 글을 올렸다.
1762년(영조 38년) 7월 4일(윤5월 13일) 부왕 영조는 사도세자를 폐하여 서인으로 삼고, 뒤주에 가두는 참혹한 형벌을 내렸다.
1762년(영조 38년) 7월 12일(윤5월 21일) 이러한 이유 때문에, 세자는 뒤주에서 나오지 못하고 폭염 속에서 사경을 헤매었고 결국 뒤주에 갇힌 지 8일 만에 아사(餓死)하였다. 영조가 세자에게 '사도(思悼)'라는 시호를 내리면서, 홍씨에게는 '혜빈(惠嬪)'의 호를 내렸다.
임오화변의 원인으로 영조가 노론을 견제키 위해 키운 외척계 탕평당인 홍봉한 계열과 영조의 탕평에 반발하던 노론계의 대립으로 기행을 일삼던 사도세자 문제가 정치적으로 떠올랐는데 반 탕평파에서 홍봉한을 공격하기 위해 그의 약점이던 사도세자 문제를 정치 문제화 시켰다는 주장도 있다. 홍봉한은 이를 덮기 위해 뇌물까지 제공하며 은폐하려 했지만 나경언의 고변까지 들어가고 더 이상 어쩔 수 없는 상태까지 오자 영조가 종사를 위해 아들을 포기했고 손자를 지키기 위해 홍봉한에게 자신의 명을 따르도록 종용했다고 한다. 당시 상당한 상소에서 사도세자의 비행을 은폐하는 홍봉한에 대한 공격이 나온다.

### 사도세자 사망 이후
1769년 세손 산은 흥은부위 정재화 등과 함께 기방에 출입했다가 화완옹주, 홍국영 등이 각각 목격했다. 이는 화완옹주, 홍국영 등이 각각 혜경궁 홍씨에게 알렸고, 혜경궁은 친정아버지 홍봉한을 찾아가 어린 세손이 사도세자와 같이 될까봐 염려된다며 사건 수습을 요청했다. 홍봉한은 개입하기를 거절했고, 혜경궁은 단식농성을 했다. 홍봉한이 나서서 기생들을 유배보내고 세손에게 후보고를 한 후 사건을 수습했다. 이는 왕조실록에는 기록되지 않았으나, 혜경궁 홍씨의 한중록에 언급되었다.
1775년(영조 51년) 영조가 세손에게 대리청정을 명하자 홍인한은 극력 반대하였고, 이 문제로 정조의 미움을 사서 정조 즉위 후 사사된다.
홍봉한은 1770년(영조 46년)경 반대파 김귀주, 정후겸의 공격으로 정계에서 영원히 은퇴하고 봉조하의 직함으로 교외에 거주했으며 이후에도 이복동생이던 홍인한과 사이가 좋지 않았고 형을 배신했다고 정조가 말한적이 있다. 사도세자 생전부터 있었던 정순왕후 외척가문과의 정쟁으로 관직에서 물러났고 이후에도 김귀주 정파의 홍봉한 탄핵이 여러번 있었으며 정조 즉위초에도, 정조 사후에도 이들이 홍봉한에 대한 공격을 주도했다. 사도세자의 추숭에 대해 당시 세손이던 정조와 사석에서 홍봉한이 나눈 이야기를 김귀주가 영조에게 고자질해서 홍봉한을 역적으로 몰기도 했었다.

### 정조의 등극
1776년(정조 즉위년) 영조가 83세에 서거하고, 대리청정하던 세손 이산이 25세의 젊은 나이에 등극하니, 곧 조선의 제22대 왕 정조이다. 정조는 아버지 사도세자에게 '장헌(莊獻)'이라는 시호를 올리고, 어머니 혜빈 홍씨 역시 '혜경궁(惠慶宮)'으로 궁호가 높아졌다. 당시 왕실에서 혜경궁 홍씨가 제일 연장자였으나, 서열상 10살 아래인 정순왕후가 대비의 위치를 차지하여 왕실 서열상 제2위의 위치에 있었다.
1778년(정조 2년)에 효강(孝康), 1783년(정조 7년) 자희(慈禧), 1784년(정조 8년) 정선(貞宣), 1795년(정조 19)에는 그의 회갑을 기념하여 휘목(徽穆)이란 존호를 받았다.
1795년(정조 19년) 그녀가 회갑을 맞는 해에, 혜경궁 홍씨는 회고록인 《《한중록》》을 저술하였다. 《한중록》은 한번에 쓰인 게 아니라 십수년에 걸쳐 여러 번 쓰였으며 목적도, 내려준 사람도 각기 다른데 후대에 누군가가 모아서 책으로 엮은 것이다. 집안의 명예회복이란 아들 정조가 죽은 후 벽파계의 공격에 의해 친동생이 사사당하고 아버지가 역적으로 다시 몰리자 그에 대해 변호한 것으로 가문의 원수였던 김귀주 계열, 벽파 계열에 대한 원한이 드러나 있으며 친동생의 죄목이나 아버지에 대한 공격등에 대해 정조 생전의 말이나 역사적 사실을 비교적 상세하게 거론하며 조목조목 변론하고 있다.

### 생애 후반
1800년 정조가 죽고, 정조의 아들이자 혜경궁 홍씨의 손자인 순조가 왕위에 올랐다. 그는 정조 치세기간부터 집필하던 회고록 《한중록》(閑中錄)의 제목을 순조 즉위 후 《한중록》(恨中錄)으로 고쳤다. 이를 두고 1910년부터 한국의 일부 사학자들은 그가 《한중록》을 쓴 이유가 자신을 변호하고, 자신의 친정을 변호하기 위한 것이 목적이 아니냐고 의혹을 제기하였다.
생전 그는 효강 자희 정선 휘목 혜빈(孝康慈禧貞宣徽穆惠嬪)의 존호를 받았다. 1805년(순조 5년)부터는 담현증(痰昡症)을 앓아 오래 병석에 누웠다. 1815년(순조 15년) 창경궁 경춘전에서 81세를 일기로 생을 마감하며 헌경빈(獻敬嬪)의 시호를 받았다. 이는 총명하고 예지(睿知)함을 헌(獻)이라 하고 밤낮으로 경계함을 일러 경(敬)이라 하였다 한다. 순조 즉위 직후 혜경궁은 아들 정조의 약속을 이유로 친정에 대한 신원을 요구했고, 1814년(순조 14년) 그의 친정집은 신원, 복권된다. 또한 홍봉한의 죽음 직전에 그를 비난했던 정이환, 이심도 등의 처벌을 요구한다. 이심도는 사형에 처해진다.

### 사후
1854년(철종 5년) 유정(裕靖)의 존호가 추가되었다. 1899년(광무 3년) 8월 3일에 경연특진관 서상조(徐相祖)의 상소로 장헌세자를 왕으로 추존할 것을 청하여 고종이 승인하여 장헌세자가 장종대왕으로 추존되자, 함께 헌경왕후로 추존되었고, 대한제국 성립 이후인 1899년(광무 3년) 장종이 '장조의황제(莊祖懿皇帝)'로 격상되자 그녀 역시 '헌경의황후(獻敬懿皇后)'로 격상되었다. 시호는 효강자희정선휘목유정인철계성헌경왕후(孝康慈禧貞宣徽穆裕靖仁哲啓聖獻敬王后)이다.
능은 경기도 화성시에 위치한 융릉(隆陵)으로 남편인 장조와 함께 묻혀 있으며 인근에는 아들 정조와 며느리인 효의왕후의 능인 건릉(健陵)도 위치하여 있다.

## 평가
《한중록》은 혜경궁 홍씨의 자전적 회고록이자 수필로서, 정사에서는 알 수 없는 사도세자의 죽음과 왕실내의 비화, 여러 인물들의 성격 묘사와 사건 및 대화 등을 상세히 저술하였다.

## 가족 관계
| 조선의 추존 왕비 대한제국의 추존 황후 | 헌경의황후 홍씨 獻敬懿皇后 洪氏 | 출생                                               | 사망                                                                    |
| 조선의 추존 왕비 대한제국의 추존 황후 | 헌경의황후 홍씨 獻敬懿皇后 洪氏 | 1735년 7월 26일 (음력 6월 18일) 조선 한성부 반송방 | 1816년 1월 1일 (1815년 음력 12월 15일) (80세) 조선 한성부 창경궁 경춘전 |

|    |                                     | 본관 | 생몰년          | 부모                              | 비고            |
| -- | ----------------------------------- | ---- | --------------- | --------------------------------- | --------------- |
| 부 | 영풍부원군 홍봉한 永豊府院君 洪鳳漢 | 풍산 | 1713년 - 1778년 | 홍현보 洪鉉輔 풍천 임씨 豊川 任氏 | 정명공주의 현손 |
| 모 | 한산부부인 이씨 韓山府夫人 李氏     | 한산 | 1713년 - 1755년 | 이집 李潗 기계 유씨 杞溪 兪氏     |                 |

| 조선의 추존 국왕 대한제국의 추존 황제 | 장조 의황제 莊祖 懿皇帝 | 출생                                                     | 사망                                                              |
| 조선의 추존 국왕 대한제국의 추존 황제 | 장조 의황제 莊祖 懿皇帝 | 1735년 2월 2일 (음력 1월 21일) 조선 한성부 창경궁 집복헌 | 1762년 7월 1일 (음력 윤5월 21일) (27세) 조선 한성부 창경궁 문정전 |

| 작호 | 작호                                     | 이름            | 생몰년                      | 배우자                                            | 비고                                                      |
| ---- | ---------------------------------------- | --------------- | --------------------------- | ------------------------------------------------- | --------------------------------------------------------- |
| 장남 | 의소태자 懿昭太子 의소세손 懿昭世孫      | 정 琔           | 1750년 - 1752년             |                                                   | 1899년(광무 3년) 세자로 격상 1901년(광무 5년) 태자로 격상 |
| 차남 | 정조 선황제 正祖宣皇帝 정조대왕 正祖大王 | 산 祘           | 1752년 - 1800년             | 효의선황후 김씨 孝懿宣皇后 金氏 효의왕후 孝懿王后 | 제22대 국왕 대한제국의 추존 황제                          |
| 장녀 | 청연공주 淸衍公主 청연군주 淸衍郡主      |                 | 1754년 - 1821년             | 광은위 김기성 光恩尉 金箕性                       | 1899년(광무 3년) 공주로 격상                              |
| 차녀 | 청선공주 淸璿公主 청선군주 淸璿郡主      | 1756년 - 1802년 | 흥은위 정재화 興恩尉 鄭在和 |                                                   | 1899년(광무 3년) 공주로 격상                              |

| 정조                                | 정조              | 청연공주                    | 청연공주         | 청선공주  | 청선공주                        |
| ----------------------------------- | ----------------- | --------------------------- | ---------------- | --------- | ------------------------------- |
| 문효태자 文孝太子 순조대왕 純祖大王 | 숙선옹주 淑善翁主 | 김재창 金在昌 김재삼 金在三 | 조재규의 처 김씨 | 정의 鄭漪 | 민치성의 처 정씨 홍혁의 처 정씨 |

## 헌경왕후가 등장하는 작품

### 소설
- 《붉은 왕세자빈》(The Red Queen, 한글판 부제 : 영혼의 ‘《한중록》.’마거릿 드래블, 전경자 옮김, 문학사상사, 2005, ISBN 89-7012-697-X)
- 《왕의 언약》 김경민, 눈과마음, 2008, ISBN 978-89-5751-536-5
- 《사도세자》 김경민, 테라스북, 2012, ISBN 978-89-94300-12-2

### 드라마
- 1979년 MBC 드라마 《안국동 아씨》 - 김영란
- 1988년 MBC 드라마 《조선왕조 오백년 한중록》 - 최명길
- 1988년 KBS 드라마 《하늘아 하늘아》 - 하희라
- 1991년 KBS 드라마 《왕도》 - 정영숙
- 1998년 MBC 드라마 《대왕의 길》 - 홍리나
- 2007년 채널CGV 드라마 《정조암살미스터리: 8일》 - 정애리
- 2007년 MBC 드라마 《이산》 - 견미리
- 2014년 SBS 드라마 《비밀의 문》 - 박은빈
- 2015년 KBS2 드라마 《드라마 스페셜 - 붉은 달》 - 박하나
- 2021년 MBC 드라마 《옷소매 붉은 끝동》 - 강말금

### 뮤지컬
- 2007년 뮤지컬 《정조대왕》 - 조미정

### 영화
- 2014년 영화 《역린》 - 김성령
- 2015년 영화 《사도》 - 문근영

### 다큐멘터리
- 2008년 다큐멘터리 《한국사 전》 - 이선영 아나운서

## 같이 보기
- 《한중록》